# Nowosiołowka (rejon konyszowski)
Nowosiołowka (ros. Новосёловка) – wieś (ros. деревня, trb. dieriewnia) w zachodniej Rosji, w sielsowiecie płatawskim rejonu konyszowskiego w obwodzie kurskim.

## Geografia
Miejscowość położona jest nad rzeką Prutiszcze w dorzeczu Sejmu, 9,5 km od centrum administracyjnego sielsowietu (Kaszara), 15 km na południowy zachód od centrum administracyjnego rejonu (Konyszowka), 74 km na zachód od Kurska.
We wsi znajduje się 12 posesji.
Klimat
Miejscowość, jak i cały rejon, znajduje się w strefie klimatu kontynentalnego z łagodnym ciepłym latem i równomiernie rozłożonymi opadami rocznymi (Dfb w klasyfikacji klimatów Köppena).

## Demografia
W 2010 r. wsi nikt nie zamieszkiwał.